# Salma Bennani
Pour les articles homonymes, voir Bennani.
Titre
Princesse consort du Maroc
12 juillet 2002 – 21 mars 2018
(15 ans, 8 mois et 9 jours)
Lalla Salma (amazighe : ⵍⴰⵍⵍⴰ ⵙⴰⵍⵎⴰ ; arabe : لَالَّة سلمى), née Salma Bennani, le 10 mai 1977, à Fès, au Maroc, est la princesse consort du Maroc du 12 juillet 2002 jusqu'à son divorce avec le roi Mohammed VI le 21 mars 2018.
Elle est la mère du prince héritier Moulay El Hassan et de la princesse Lalla Khadija. Elle est de facto la Première dame du Maroc, jusqu'à son divorce, étant la première épouse royale à apparaître publiquement dans les fonctions officielles.

## Biographie
Salma Bennani est la fille d'Abdelhamid Bennani, professeur de mathématiques à l'École normale supérieure de Fès, et de Naïma Bensouda, morte trois ans après sa naissance. Appelée Lalla Salma depuis son mariage avec le roi du Maroc Mohammed VI, elle a une sœur aînée (Meryem, devenue docteure) et trois demi-sœurs issues du second mariage de son père.
La famille Bennani, d'origine arabe andalouse, descend de Lu'ayy b. Ghalib b. Fihr (Quraysh), et descend de la tribu des Banū Benāna. Les Banū Banāna regroupent également les Banū Sa‘d et Banū Shaybān. Benāna est le nom d’une femme de Sa‘d, et ses enfants furent appelés par son nom, devenant ainsi les al-Bennani.
Après la mort de sa mère, elle part avec sa sœur Meryem à Rabat, afin de rejoindre sa grand-mère maternelle Fatma Abdellaoui Maâne. Elle fréquente une école privée, et obtient avec mention très bien un baccalauréat scientifique. En 2000, après deux années de classes préparatoires (maths-sup et spé) au lycée Moulay-Youssef de Rabat, elle obtient un diplôme d'ingénieur d'État en génie informatique à l'École nationale supérieure d'informatique et d'analyse des systèmes (ENSIAS). Par la suite, elle travaille un temps au sein du groupe Omnium nord-africain (ONA), premier groupe privé du Maroc appartenant en partie à la famille royale marocaine.
Elle est bilingue en arabe et en français, et parle couramment l'espagnol qu'elle apprit plus tard.
Le 12 octobre 2001, elle se fiance avec Mohammed VI, qu'elle a rencontré pour la première fois en 1999,. Leur mariage légal a lieu le 21 mars 2002 puis la même année a lieu la grande cérémonie nuptiale les 12 et 13 juillet, au palais royal de Rabat. De cette union naissent deux enfants :
- le prince héritier Moulay Hassan, né le 8 mai 2003 ;
- la princesse Lalla Khadija, née le 28 février 2007.

## Rôles officiels et hommages

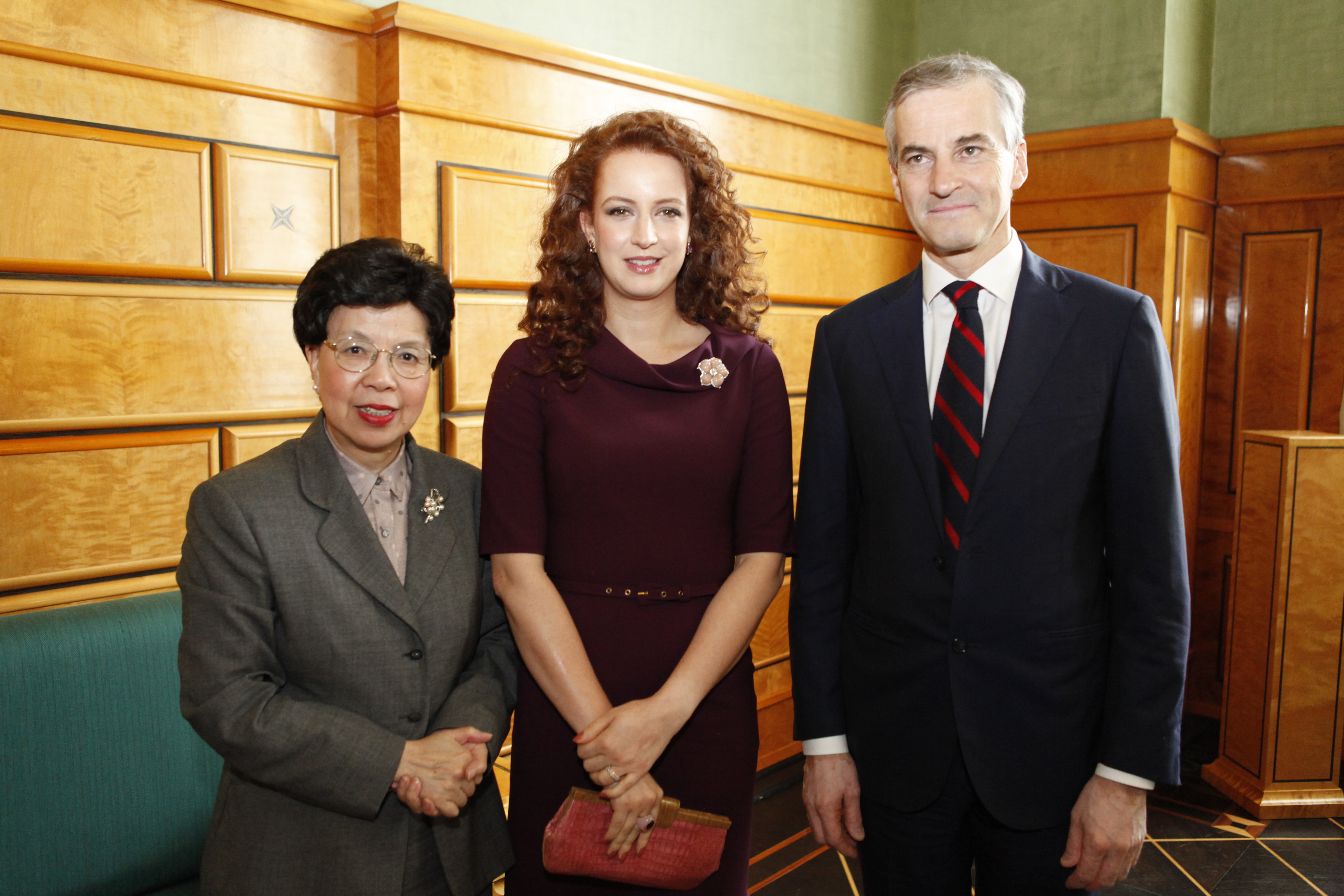
La princesse Salma avec la directrice générale de l'OMS Margaret Chan et le ministre des Affaires étrangères norvégien Jonas Gahr Støre (2012).

Lalla Salma est la première conjointe d'un monarque marocain à disposer d'un statut officiel, Mohammed VI lui accordant la qualité d'altesse royale et le titre de princesse par le dahir du 12 juillet 2002. Ainsi, l'épouse royale, en plus d'être la « mère des princes », est présente publiquement et entreprend des actions officielles largement couvertes par les médias nationaux, devenant une « Première dame », ce qui participe à la modernisation de la monarchie alaouite. Lalla Salma a gardé un profil assez discret en tant que Princesse du Maroc, bien que plus public que ses prédécesseuses.

### Patronage
Elle a été présidente au Maroc de:
- (2005-2019) la Fondation Lalla Salma - Prévention et traitement des cancers.

En septembre 2005, elle crée la Fondation Lalla Salma - Prévention et traitement des cancers dont elle était la présidente exécutive. La fondation a également été impliquée dans la prévention du VIH/SIDA en Afrique. Lalla Salma a également présidé chaque année la célébration de la Journée mondiale sans tabac, où la Fondation présentait les réalisations de son programme "Collèges et lycées sans tabac" (lancé en novembre 2007),. Après son divorce, elle a cessé de participer à des engagements publics. Il a été rapporté qu'elle est toujours active au sein de la fondation. Le 15 avril 2019, elle apparaît au centre d’oncologie d’Oulad M'barek (province de Béni-Mellal), en tant que présidente de la fondation Lalla Salma. Lors de cette visite de deux heures, elle visite les départements et rend visite aux patients. Elle autorise la prise d'une seule photo avec l'équipe médicale,. Après cette visite, aucune information spécifique n'a confirmé la continuation de sa présidence. Les communiqués de presse de la Fondation ne mentionnent que le travail de la fondation sous la direction de son directeur exécutif, le Dr Rachid Bekkali.

### Activités et hommage
De 2004 à son divorce en 2018, elle a présidé la cérémonie d'ouverture du Festival de Musique Sacrée de Fès, un événement sous le patronage du roi Mohammed VI.
En 2006, elle est nommée ambassadrice de bonne volonté auprès de l'Organisation mondiale de la santé (OMS). Outre son engagement dans la prévention du cancer et du VIH/SIDA, elle soutient également et encourage l'autonomisation des femmes.
Elle est également au côté de son époux lors de certaines cérémonies officielles et représente le Maroc lors de nombreuses cérémonies du gotha comme le mariage du prince William et de Catherine Middleton, en 2011, et celui de Guillaume de Luxembourg et de Stéphanie de Lannoy, en 2012, ou encore la cérémonie d'intronisation de Willem-Alexander des Pays-Bas, en 2013.
En mai 2017, en son honneur à Fès est inaugurée la « mosquée S.A.R. la princesse Lalla Salma ». Érigée sur la place Al Mizane, la mosquée a une capacité d’accueil de plus de 3 000 fidèles. Elle est édifiée selon les normes architecturales marocaines traditionnelles. La mosquée dispose ainsi de deux salles de prière, une école coranique, des salles destinées aux activités féminines, des logements pour l'imam et le muezzin, des commerces et des espaces verts.

## Divorce et disparition médiatique
Début 2018, son absence médiatique est remarquée. Sa dernière apparition en public remonte à décembre 2017 au musée Mohammed VI d’art moderne et contemporain de Rabat. 
En 2018, les médias espagnols et italiens ont rapporté que ce fut Lalla Salma qui demanda le divorce. Elle avait déjà quitté son époux avant son hospitalisation datée du 26 février 2018, ce qui expliquait son absence au chevet du roi (après son opération d'une arythmie cardiaque à Paris). Les médias avaient ajouté qu’elle avait quitté le palais Dar Es Salam de Rabat et vivait dans un endroit à Rabat. Le 21 mars 2018, le magazine «  ¡Hola! », citant des sources anonymes, expliqua que la princesse et le souverain avaient divorcé et que la garde des deux enfants était restée à Sa Majesté.  Leur divorce était déjà effectif et a été confirmé par des sources proches du palais, bien que non commenté officiellement.
Le journaliste espagnol Andrea Mori avait assuré : « En parlant avec un ami au Maroc, [j'ai appris] qu'il est probable que l'on donne de l'argent à Lalla Salma et qu'elle soit cachée du public… ». Son divorce du roi eut comme conséquence son exclusion de toute apparition publique et l'exonération de toutes ses fonctions officielles. Il lui aurait également été interdit de garder en sa possession les bijoux coûteux qu'elle avait reçus en cadeaux pendant son mariage.
Après son divorce, Lalla Salma demeura au Maroc, démentant les rumeurs selon lesquelles elle se serait installée en France, où elle avait de nombreux amis, ou en Grèce, où elle possédait des propriétés. Rester proche de ses enfants était une priorité pour elle. Concernant sa nouvelle vie après le Dar Es Salam, elle vivait dans la zone résidentielle de Rabat et avait des « visites régulières au palais pour voir ses enfants ».
Le 20 juillet 2019, l'avocat français du roi du Maroc, Éric Dupond-Moretti, désigna Lalla Salma par le terme d'« ex-épouse »,. Ce communiqué confirma, de manière officieuse, le divorce du couple royal.
Le 8 janvier 2025, le magazine « Gala » expliqua que c’est désormais Lalla Salma qui détient la garde de ses enfants et qu’elle a été autorisée à revenir au palais Dar Es Salam et d’y vivre avec ses enfants.

## Titulature
- Depuis le 12 juillet 2002 : Son Altesse Royale la princesse Lalla Salma (mariage et post-divorce[41]).

## Honneurs
- Dame Grand-Croix de l'ordre royal d'Isabelle la Catholique (Royaume d'Espagne, 16 janvier 2005)[43].
- Grand-Croix de l'Ordre du Mérite (Sénégal 1er décembre 2008).
- OMS : Médaille d'or de l'Organisation mondiale de la Santé (25 mai 2017)[44].